# Österleden

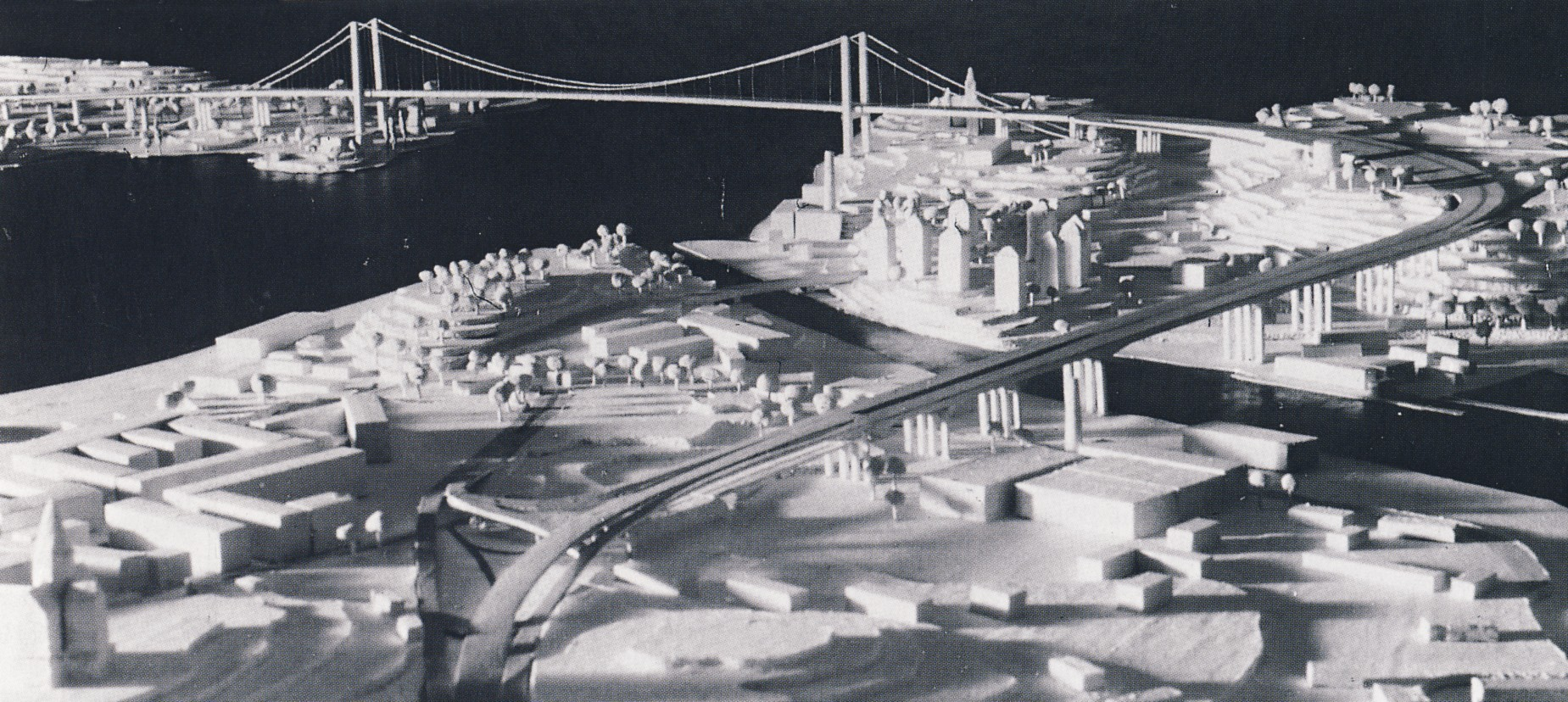
Modell von 1948 für die die Österbro des deutschen Architektenbüro Fritsch & Co, Heidelberg

Österleden war eine geplante Autobahn in der schwedischen Hauptstadt Stockholm. Die Autobahn sollte am Stadtzentrum vorbeiführen, sie wäre das letzte Teilstück des noch unfertigen Stockholmer Autobahnrings.
2007 wurde eine Projektstudie in Auftrag gegeben, bei der die Rückmeldung der Provinzregierung noch aussteht.
Im Januar 2008, verkündete der Stockholmer Bürgermeister Kristina Axén Olin, dass die politische Mehrheit sich zu Gunsten des Autobahnbaus entscheide. Mit dem Bau soll jedoch frühestens 2020 begonnen werden, mit der Fertigstellung wird nicht vor 2030 gerechnet.
2018 wurde der Österleden-Plan eingestellt, da er nicht mehr im nationalen Plan enthalten ist. In einem weiteren Bericht der schwedischen Verkehrsverwaltung (Trafikverket) wurde festgestellt, dass die östliche Verbindung nicht zur Erreichung der Umweltziele oder des Ziels einer verstärkten Nutzung öffentlicher Verkehrsmittel in Stockholm beitragen würde. Der Bau würde bedeuten, dass keines der Stockholmer Ziele einer Verringerung der Klimaauswirkungen, einer Verbesserung der Luftqualität oder eines verbesserten Lebensumfelds erreicht werden kann.

## Geschichte
Die ersten Planungen für eine Verbindung östlich des Stadtzentrums, waren Teil der regionalen Pläne von 1928 und 1960.
Die Autobahn sollte in einem Tunnel verlaufen, das war ein Eckpunkt, des „Dennis-Abkommen“ von 1992, ein Abkommen zur Einigung für den Straßenbau in der Region Stockholm. Im Jahre 1997 wurde das Abkommen wieder rückgängig gemacht und die Tunnelpläne verworfen.

## Verlauf und Kosten
Die Projektstudie enthält drei mögliche Varianten des Streckenverlaufs.
Alternative C:
Neuer Tunnel unterhalb des westlich des Stadtteils Djurgården, die Kosten für diese Variante belaufen sich auf geschätzte 12–15 Milliarden Kronen.
Alternative D:
Ein Tunnel vom Verlauf her, ähnlich wie bei den Planungen der 90er-Jahre, unter den Stadtteilen Saltsjön und Djurgården hindurch. Die Kosten belaufen sich hierfür auf 9–12 Milliarden Kronen.
Alternative F:
Ein Tunnel zwischen den Gemeinden Nacka und Lidingö. Die Kosten für diese Variante wären 10–15 Milliarden Kronen.